# Ready at Dawn
Ready at Dawn Studios (с англ. — «Готов на рассвете») — американская студия-разработчик компьютерных игр, штаб квартира которой находится в Ирвайн (Калифорния), США, основана в 2003 году.

## История компании
Ready at Dawn была основана в 2003 в городе Ирвайн (Калифорния), США бывшими сотрудниками Sony Computer Entertainment и их дочерней компании Naughty Dog. В 2006 году они представили свою первую игру, Daxter, на платформе PSP. Игра получила положительные отзывы критиков. 
В 2008 студия закончила разработку своей второй игры на PSP, God of War: Chains of Olympus. В июне 2008 в сети попала информация о том, что студия прекращает разрабатывать игры для PSP и будут разрабатывать SDK для Sony, однако в 2010 студия выпустила игру God of War: Ghost of Sparta, разработанную совместно с дочерней студией Sony Santa Monica Studio. Игра была создана с помощью обновлённой версии проприетарного движка компании, Ready at Dawn Engine. 
В 2011 студия выпустила God of War: Origins Collection на PlayStation 3, обновлённый сборник Chains of Olympus и Ghost of Sparta. В переиздании были использованы текстуры повышенной чёткости, добавлена поддержка DualShock 3, трофеи, и, впервые в серии, поддержка Stereoscopic 3D.
В 2015 году Ready at Dawn рассказала про переход к ним из Blizzard Пола Сэмса, который стал их президентом, а сама компания начала планировать расширение, после чего открыла свой филиал в Остине, Техас. В этом же году компания намекает, что намерена создать продолжение игры The Order: 1886.
22 июня 2020 года компания была куплена Facebook (позже Meta), тем самым Ready at Dawn присоединилась к семейству Oculus Studios. В феврале 2023 года студия объявила о закрытии серверов Echo VR, которое произошло 1 августа 2023 года. В апреле 2023 года в студии прошла волна сокращений, из-за чего приблизительно треть штата сотрудников была уволена. 7 августа 2024 года студия была закрыта окончательно.

## Игры
- 2006 — Daxter — PSP
- 2008 — God of War: Chains of Olympus — PSP
- 2008 — Okami — портирование на Wii
- 2010 — God of War: Ghost of Sparta — PSP
- 2011 — God of War: Origins Collection — PlayStation 3
- 2015 — The Order: 1886 — PlayStation 4
- 2017 — Deformers — PlayStation 4, Windows, Xbox One
- 2017 — Lone Echo — Oculus Rift
- 2017 — Echo Arena — Oculus Rift
- 2018 — Echo Combat — Oculus Rift
- 2021 — Lone Echo II — Oculus Rift, Oculus Rift S